# Grijsbuikvoszanger
De grijsbuikvoszanger (Bathmocercus rufus) is een zangvogel uit de familie Cisticolidae.

## Verspreiding en leefgebied
Deze soort komt voor in centraal Afrika en telt twee ondersoorten:
- B. r. rufus: van zuidelijk Kameroen en Gabon tot noordwestelijk Congo-Kinshasa.
- B. r. vulpinus: van zuidelijk Soedan en oostelijk Congo-Kinshasa tot westelijk Kenia en noordwestelijk Tanzania.

## Status
De grootte van de populatie is niet gekwantificeerd maar de soort wordt omschreven als plaatselijk algemeen. Op de Rode lijst van de IUCN heeft deze soort de status niet bedreigd.